# Johanna Baehr
Johanna Baehr (* 1977) ist eine deutsche Ozeanografin und Professorin für Klimamodellierung an der Universität Hamburg. Sie untersucht mithilfe numerischer Modelle die großskalige Ozeanzirkulation und deren Bedeutung für das Klimasystem.

## Leben
Baehr studierte von 1996 bis 2002 Physikalische Ozeanografie an der Universität Kiel und schloss dort ihr Diplom ab. 2002 erwarb sie einen Master of Science in Oceanography an der University of Southampton. Anschließend forschte sie dort als Doktorandin, bevor sie ihre Promotion von 2003 bis 2006 am Max‑Planck‑Institut für Meteorologie in Hamburg fortsetzte und 2006 mit dem Dr. rer. nat. abschloss. Für ein zweijähriges Postdoktorat wechselte sie 2006 an das Massachusetts Institute of Technology. Dort arbeitete sie von 2007 bis 2008 als Postdoktorandin in der Arbeitsgruppe von Carl Wunsch. 2009 wurde sie als Juniorprofessorin für Climate Data Assimilation an die Universität Hamburg berufen und war damit die erste Professorin am dortigen Institut für Meereskunde. Seit 2015 ist sie ordentliche Professorin und Leiterin der Arbeitsgruppe Klimamodellierung an der Universität Hamburg. Zudem verantwortet sie die ozeanografischen Studiengänge der Fakultät. Sie ist verheiratet und Mutter eines Kindes.

## Wirken
Baehr erforscht die großräumige Zirkulation der Weltmeere und deren Rolle im Klimasystem, insbesondere auf saisonalen bis dekadischen Zeitskalen. Dabei setzt sie zur Simulierung von Meeres‑ und Luftströmungen auf Grundlage physikalischer Gleichungen komplexe Rechenmodelle ein. Die dafür benötigten Messdaten bezieht sie unter anderem von Forschungsschiffen und Satellitenbeobachtungen. Ein Schwerpunkt ihrer derzeitigen Arbeiten ist die Frage, welchen Anteil der Ozean an der Entstehung von Hitzewellen im Meer und über Land hat und wie sich solche Extremereignisse besser vorhersagen lassen. Darüber hinaus entwickelt sie modellgestützte Konzepte für Beobachtungssysteme, die Veränderungen der atlantischen meridionalen Umwälzzirkulation frühzeitig erfassen sollen. In öffentlichen Beiträgen betont Baehr, dass der Ozean im Durchschnitt rund 4000 Meter tief ist und einen Großteil der von Menschen verursachten Wärme aufnimmt, diese jedoch langfristig wieder an die Atmosphäre abgibt. Die Ergebnisse ihrer Forschung sind neben der Meteorologie auch für Schifffahrt und Fischerei relevant, weil sie Hinweise auf sichere Routen und sich verändernde Strömungen liefern.
Baehr setzt sich für die Gleichstellung in den Naturwissenschaften ein und rief 2025 die Ausstellung Breaking the Surface: Frauen in der Meeresforschung im Internationalen Maritimen Museum Hamburg ins Leben, die vom 24. Juli bis 30. Dezember 2025 zu sehen ist. Sie macht regelmäßig auf strukturelle Hürden für Frauen in der Wissenschaft aufmerksam und schildert, dass sie noch oft die einzige Frau in beruflichen Runden ist.

## Veröffentlichungen (Auswahl)
- Baehr, J., Fröhlich, K., Botzet, M., Domeisen, D. I., Kornblueh, L., Notz, D., ... & Müller, W. A. (2015). The prediction of surface temperature in the new seasonal prediction system based on the MPI-ESM coupled climate model. Climate Dynamics, 44(9), 2723–2735.
- Baehr, J., Hirschi, J., Beismann, J. O., & Marotzke, J. (2004). Monitoring the meridional overturning circulation in the North Atlantic: A model-based array design study.  Journal of Marine Research 62(3).
- Merryfield, W. J., Baehr, J., Batté, L., Becker, E. J., Butler, A. H., Coelho, C. A., ... & Yeager, S. (2020). Current and emerging developments in subseasonal to decadal prediction. Bulletin of the American Meteorological Society, 101(6), E869-E896.